# レモンピープル
『レモンピープル』は、久保書店の関連会社であるあまとりあ社より、1982年1月（1982年2月号）から1998年9月（1998年11月号）まで刊行された成人向け漫画雑誌。略称は「LP」「エルピー」（Lemon Peopleから）。1980年代に創刊された『漫画ブリッコ』と並び、漫画系ロリコン雑誌の草分けとされ、両誌ともに多くの漫画家を輩出した。

## 概要
創刊時は少女モデルのグラビア中心の誌面で、表紙も実写の少女だったが、1982年12月号より表紙がイラストになり、漫画中心へ移行した。従来の成人向け漫画はエロ劇画系の作品がほとんどだったが、本誌は創刊時より吾妻ひでおと内山亜紀を二枚看板とし、ロリコン漫画雑誌・美少女コミック誌の草分けとなった。当時のコミケで活動していた同人作家を主に起用し、少女漫画風・アニメ風の可愛らしい絵柄と性的描写を組み合わせた作品を積極的に掲載したことで、若者を中心に好評を博した。
創刊初期より『撃殺!宇宙拳』（破李拳竜）や『冥王計画ゼオライマー』（ちみもりを）などのヒット作に恵まれ、発行部数を伸ばした。特に『戦え!!イクサー1』（阿乱霊）がOVA化された1985年から1987年にかけては何度も特集が組まれ、アニメーターの平野俊弘が本誌に登場し、盛り上がった。
大塚英志が二代目編集長を務めていた『漫画ブリッコ』（白夜書房）とともに、「2大ロリコン誌」と並び称された。『ブリッコ』が「ロリコン漫画誌」となったのは本誌よりも後であり、また『ブリッコ』は早期に休刊したため、両誌が併存した期間は長くないが、その時期にロリコン漫画ブームが盛り上がったため、2誌を合わせてロリコンブームの象徴的雑誌とされる。『漫画ブリッコ』廃刊後は『漫画ホットミルク』に引き継がれ、エロ漫画誌の雄として本誌と並び立つ時期が続いた。
ロリコン漫画ブームを受け、1980年代中ごろから後期にかけて『メロンコミック』『ハーフリータ』『プチパンドラ』など類似誌が複数創刊されたが、多くは長く続かなかった。その後もライバル誌が多く生まれ、競争は激化した。
1980年代末からは、連続幼女誘拐殺人事件によるおたくバッシング、ロリコン漫画の青少年への悪影響を懸念する層から有害コミック騒動なども起きて、当初の勢いを徐々に失っていった。1990年代に入ると『COMICペンギンクラブ』などのコミックハウス系美少女漫画雑誌や『COMIC快楽天』などの新興勢力も台頭し、旧態依然とした本誌のラインナップや誌面デザインは見劣りするものになっていく。
このため、失地回復を図るべく、1997年6月号から判型はB5判のままで平綴じから中綴じにリニューアルし、同時に値下げを行うも効果はなかった。そして1998年11月号をもって、16年9ヶ月の歴史に終止符を打った。
本誌は成年向け雑誌として刊行されてはいたが、連載作家に対して必ずしも性的描写の義務を課しておらず、少女キャラクターの軽いセミヌードシーンがたまにある程度の作品も少なくなかった。このため、単行本化される際に成年コミックマークがつかない作品もあった。また、当時はお色気漫画ブームであり、少年誌でもバストの露出程度の描写は普通だった。一方で、『漫画ブリッコ』などの競合誌と比べて、少女漫画系の女性作家を掲載することは稀であった。
漫画以外の特色として、創刊当初から米澤嘉博が「阿島俊」名義のコラムで当時の同人誌事情を積極的に紹介しており、この点は後発誌にも大きな影響を与えた。米澤の書評は休刊後の2004年9月に久保書店から『漫画同人誌エトセトラ’82~’98―状況論とレビューで読むおたく史』として単行本化されている。1990年代に入ると本誌の部数は低下したが、コミックマーケットのサークル参加情報が掲載される夏と冬の号はよく売れていた。
そして本誌休刊後の翌月、1996年頃より増刊として刊行されていた『COMIC桃色小町』が1998年12月号で独立創刊して実質の後継誌となったが、独立創刊1周年目前の1999年11月号(同年10月9日発売)で休刊した。また、1999年7月にはCOMIC桃色小町の増刊号として『COMIC瑠璃姫』も刊行開始されたが、COMIC桃色小町休刊号の発売直前となる同年9月27日発売の2号で休刊した。以後、あまとりあ社・久保書店共に雑誌の発行は行われていない。

## エピソード
士郎正宗は画集『イントロンデポ』にて、一般漫画誌『メルティレモン』（白泉社）に掲載されたイラストについて「メルティレモンはやらしい本ではない」と注釈を付けている。さらに併記されていた英語解説文には事情を理解できない外国人向けに「日本ではレモンピープル誌のため、レモンの付く雑誌名に卑猥なイメージがある」と記されている。（他に1980年代の「レモン」が付く成人向け作品名として『くりいむレモン』などがある）

## 主な作家

### あ行
- あさりよしとお
- 阿島俊
- 吾妻ひでお
- 雨宮じゅん
- 荒井海鑑
- 阿乱霊  - 80年代のレギュラー作家の一人。『戦え!!イクサー1』などを連載。
- 今長敏
- 内山亜紀
- N.O.ちゃちゃ丸 - 90年代のレギュラー作家の一人。
- 江藤和規
- 大槻ミチロヲ
- おかもとふじお
- 奥矢星
- 忍野しのぶ
- 御茶漬海苔
- 織倉まこと - 末期のレギュラー作家の一人。
- オーヤ舞

### か行
- かえるくっ太（新体操会社） - 読者プレゼントクイズを担当。
- 神崎四郎
- KAN2O
- 狂一郎
- Graham Marsh（西川秀明、まみやこまし）
- くあTERO（TEROさん） - 読者お便りのカットを担当。
- くら☆りっさ
- よしき志信
- 孤ノ間和歩（このま和歩）
- 小林少年（小林少年丸）
- 昆童虫 - 90年代のレギュラー作家の一人。
- こんぶのにもの

### さ行
- しだ翠
- しのざき嶺
- 新田真子 - 『RUSH』シリーズの連載で、長く看板作家だった。
- シンツグル
- 芹沢ゆーじ
- 千之ナイフ - 80年代のレギュラー作家の一人。

### た行
- ダーティ松本 - ごく初期には連載を持っていた。
- 田中雅人
- 谷口敬
- ちみもりを - 80年代のレギュラー作家の一人。『冥王計画ゼオライマー』を連載（1983年10月号 - 1984年11月号）。
- 都築和彦 - 『まじかるティポット』を不定期連載していた。
- つるぎ飛竜
- てるき輝
- となみむか

### な行
- 中島史雄
- 南々陀
- 中山たろう
- 流星ひかる - 末期のレギュラー作家の一人。本誌では珍しい、少女漫画系の女性作家。
- なにわ愛
- 成田山武頼庵
- 南野琴
- 猫井るとと

### は行
- BIRTHday
- バケダヌキ
- 爬沼晻
- 破李拳竜 - 80年代のレギュラー作家の一人。
- 番外地貢
- PJ-1 - 読者投稿コーナーから作品掲載へ。
- 平野俊弘
- 蛭児神建 - 吾妻ひでおの作品では典型的変態男として描かれる。
- 伏竜
- 富士参號
- 船戸ひとし
- 星逢ひろ

### ま行
- 牧村みき（エル・ボンデージ）
- 将門司
- 松阪れぃあ
- 松並ゆうき
- マニコロ
- マルコチン
- 美衣暁
- 緑川菊水
- 緑沢みゆき
- みなみゆうこ
- 未由間すばる
- MEIMU - 80年代のレギュラー作家の一人。
- 恵荘介
- 桃姫しぶき

### や行
- 八神けん
- 安田秀一
- 横溝さとり
- 良原くろひこ

### ら行
- 竜騎兵
- るりあ046 - 90年代初頭のレギュラー作家の一人。

### わ行
- わたなべわたる